# تپه شقاریج
تپه شقاریج مربوط به دوران‌های تاریخی پس از اسلام است و در شهرستان شوشتر، روستای شقاریج سفلی واقع شده و این اثر در تاریخ ۵ آذر ۱۳۸۰ با شمارهٔ ثبت ۴۳۲۳ به‌عنوان یکی از آثار ملی ایران به ثبت رسیده است.